# Mauro Fabris
Mauro Fabris (Camisano Vicentino, 14 marzo 1958) è un politico e dirigente sportivo italiano.

## Biografia
Laureato in economia e commercio, già libero professionista (ex consulente d'azienda), nel 1990 è segretario provinciale della Democrazia Cristiana a Vicenza. Nel 1994 aderisce al Partito Popolare Italiano e nel 1995 passa ai Cristiani Democratici Uniti di Rocco Buttiglione.
Nel 1996 è eletto per la prima volta alla Camera nelle liste del CCD-CDU, in alleanza con il Polo delle Libertà. Nel gennaio 1997, nel corso dei contrasti tra le due formazioni centriste, Fabris aderisce al CCD di Pier Ferdinando Casini insieme ad altri esponenti del CDU veneto.
Nel 1998 segue Clemente Mastella nella scissione che darà vita ai Cristiani Democratici per la Repubblica (CDR) prima e all'Unione Democratica per la Repubblica (UDR) di Francesco Cossiga poi. Nel 1999 partecipa alla fondazione dell'Unione Democratici per l'Europa (UDEUR), sempre con Mastella.
In questa fase, dal 1998 al 2001, è più volte sottosegretario: ai lavori pubblici durante il governo D'Alema I, alle finanze ed ancora ai lavori pubblici durante il governo D'Alema II, all'industria, con delega al commercio estero e turismo, nel governo Amato II.
Nel 2001 è eletto senatore, come rappresentante UDEUR, col maggioritario nel collegio di Ravenna in rappresentanza della coalizione di centrosinistra.
Nel 2006 passa alla Camera dei deputati: sempre in quota UDEUR, viene candidato però nelle liste dell'Ulivo come rappresentante del diritto di "tribuna parlamentare" che la coalizione aveva offerto al piccolo partito nel caso in cui non avesse superato lo sbarramento per eleggere deputati. A Fabris viene assegnato un posto utile all'elezione nella circoscrizione Lombardia-2.
Nella XV Legislatura è membro della Commissione Trasporti e capogruppo dell'UDEUR alla Camera.
Nel 2009 è nominato dalla Presidenza del Consiglio dei Ministri Commissario straordinario per le Opere di accesso Tunnel del Brennero, incarico in seguito riconfermato dai successivi governi nel 2012 e 2013.
Dal giugno 2013, su designazione delle imprese consorziate, è presidente del Consorzio Venezia Nuova, concessionario dello Stato -  per la realizzazione del Sistema Mose e degli interventi di salvaguardia di Venezia e della laguna di competenza dello Stato, in attuazione della legge 798/84.
Dal 2015 fa parte del consiglio di amministrazione della società Strada dei Parchi con la qualifica di vicepresidente. È direttore delle relazioni istituzionali e mercato regolato per Renexia, società del Gruppo Toto.
Il 21 luglio 2023 è stato nominato vicepresidente con delega all’eolico offshore dell’Associazione nazionale energia del vento (ANEV).
Dal 2006 è presidente nazionale della Lega Pallavolo Serie A femminile, rieletto per otto volte, sempre alla quasi unanimità dei voti delle 24/26 società che compongono il Consorzio di Lega. Nel corso della sua presidenza, si evidenziano alcune significative modifiche, tra le quali ad esempio: la caratterizzazione della pallavolo femminile italiana con il campo rosa e viola, teatro di tutte le partite dei Campionati di Serie A1 e Serie A2; l'introduzione in Serie A - e il successivo recepimento all'interno delle norme federali - delle penalizzazioni sportive per 'doping amministrativo'; l'avvio delle trasmissioni in live streaming delle partite di Serie A1 femminile, che dal 2015 sono confluite in LVF TV, la web-tv ufficiale della Lega Pallavolo Serie A femminile; l'introduzione, a partire dalla stagione 2016-17, del Video Challenge System.
Nel 2013 denuncia all'Ordine dei giornalisti e avvia una causa civile con richiesta di danni per 2 milioni di euro verso il giornalista Luca Muzzioli, insieme a Patrizio Ginelli a alla società Lega Pallavolo Serie A femminile per gli articoli pubblicati dallo stesso Luca Muzzioli sul proprio portale giornalistico Volleyball.it nel quale a più riprese veniva criticata la conduzione della Lega delle società da parte del suo presidente. Le due cause si concludono nel 2015 con la piena assoluzione del giornalista